# 呂島

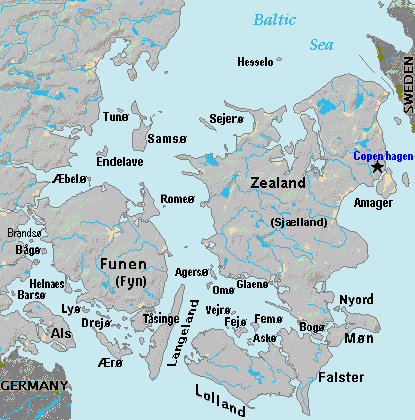

呂島是丹麥的島嶼，位於菲英島以南波羅的海，由南丹麥大區負責管轄，面積6平方公里，最高點海拔高度24米，人口約140，人口密度為每平方公里23.33人。